# Пеллегрин из Триокала
Пеллегрин — святой первоепископ Триокала. День памяти — 30 января и 18 августа.
Наиболее древние упоминания о св. Пеллегрине, имеются в Похвалах св. Маркиана Сиракузского, составленных после 680 года и не позже середины VIII века. Упоминание на 30 января в Неаполитанском мраморном календаре Depositio Sancti Peregrini может относиться лишь к св. Пеллегрину из Сицилии, а не к иным святым, носившем то же имя. Существует также Martyrium sancti Libertini episcopi Agrigentini et sancti Peregrini, известное также как Пассия. Оригинал этого текста не сохранился, его копия опубликована Оттавио Гаэтани в Vitae Sanctorum Siculorum, и затем воспроизведена также в Acta sanctorum на 3 ноября. В 1991 Scorza Barcellona опубликовал критические замечания относительно издания Martyrium, касающаяся, в частности, копирования оригинальной рукописи Константина Гаэтани его братом Октавием. Известно Житие св. Пеллегрина, написанное на латыни и опубликованное в Acta sanctorum от 30 января и носящие название «Vita [di san Pellegrino,] di autore anonimo, da un manoscritto siculo», о которой говорится что она — «вернейшая копия более древнего экземпляра». Иное Житие с содержанием, весьма близким к предыдущему, было опубликовано попечением Гаэтани в Vitae Sanctorum Siculorum, con il titolo Vita S. Peregrini confessoris ex m.ss. codicibus Calatabillottensibus (Vita di san Pellegrino confessore, da codici manoscritti di Caltabellotta). Согласно Скорцо из Барселоны, имеется несколько вариантов текста, опубликованного в Acta Sanctorum, в частности, в Палермо, в Центральной Сицилийской библиотеке (Biblioteca Centrale della Regione Siciliana), представляющих собой версии редакции в Vitae Sanctorum Siculorum"
Агиографические источники содержат зачастую противоречивые и сбивчивые сведения о жизни св. Пеллегрина.
Похвалы сообщают, что св. Пеллегрин, который там не квалифицируется как епископ, был учеником преподобного Маркиана Сиракузского и претерпел мученическую кончину на горе Кротало (Crotalo) вместе со св. Либертином, епископом Агридженто, во времена императоров Валериана (253—260) и Галлиена (253—268), или вскоре после этого. В соответствии с теми же Похвалами, св. Пеллегрин описал страдания своего учителя, св. Маркиана.
Martyrium сообщает, что св. Пеллегрин был родом из Африки. Вместе со своим современником, св. Маркианом, он был гостем монастыря Тригинита (Triginta), что на горе Кротало, или Кроталео (Crotaleo). Он был предан монахом по имени Пелагий и доставлен к местному гонителю христиан по имени Сильван, который приговорил свв. Пеллегрина и епископа Либертина к смертной казни во времена императоров Валериана и Галлиена. Тело святого, преданного сожжению на костре, не пострадало и было погребено на месте мученичества, на горе Кротало, христианкой по имени Доннина.
В Vita рассказывается о том, что св. Пеллегрин был родом из Греции. Он был призван в Рим апостолом Петром, который позже послал его в Сицилию. На острове Сицилия в ту пору население было в ужасе от дракона, который он пожирал молодых жертв. Одна мать, чей сын был предназначен в жертву, умоляла св. Пеллегрина защитить их. Св. Пеллегрин смог победить дракона и тем самым спасти парня и освободить город. Св. Пеллегрин закончил свои дни в той же пещере, в которой он нашёл убежище дракона. После кончины были явлены связанные с его именем чудеса, касающиеся исцеления многих больных.
И, наконец, имеется сочинение Ragguaglio della vita e morte dell’apostolo di Sicilia santo Pellegrino, которое иными считается подлинным житием св. Пеллегрина. Уроженец Лукки, что в Греции, святой Пеллегрин находился в Риме, откуда после хиротонии, был отправлен св. Петром в Палермо вместе со свв. Макарием, Максимом и Маркианом, чтобы обратить «идолопоклонников-греков», также называемым «Сарацинами» (?). Прибыв на остров, св. Пеллегрин отправился в Триокалу, где победил дракона и, как уже рассказывал, в Vita, стал жить отшельником в его пещере, словом и чудесами обращая многих неверных и разрушая их храмы и их «мечети» (?). Впоследствии он построил церковь, где стал исполнять обязанности епископа и совершать таинства. Будучи осужден на сожжение на костре во времена гонений при императоре Нероне, св. Пеллегрин вышел невредимым от огня, после чего прожил еще много лет. Среди епископов, взошедших вслед за ним на кафедру Триокалы, был святой Либертин, которого он в юношестве спас из пасти дракона.